# Euchalinus pugnatus
Euchalinus pugnatus là một loài tò vò trong họ Ichneumonidae.